# Esthlogena spinipennis
Esthlogena spinipennis är en skalbaggsart som beskrevs av Stefan von Breuning 1942. Esthlogena spinipennis ingår i släktet Esthlogena och familjen långhorningar. Inga underarter finns listade i Catalogue of Life.